# Juan José Imhoff
Juan José Imhoff (ur. 11 maja 1988 w Rosario) – argentyński rugbysta grający na pozycji skrzydłowego ataku, reprezentant kraju, uczestnik Pucharu Świata 2011.
Pochodził z usportowionej rodziny. Rugbystami byli jego bracia – Guillermo i reprezentant kraju Pedro, natomiast ojciec, José Luis, grał dla, a następnie trenował Pumas. Siostra Bárbara uprawiała hokej na trawie, zaś jej mąż, Nicolás Galatro, również był rugbystą.
Sport zaczął uprawiać w bardzo wczesnym wieku w Duendes Rugby Club. Przeszedł przez wszystkie grupy dziecięce i juniorskie, a w seniorskim zespole zadebiutował w 2008 roku. Rok później jego drużyna zdobyła mistrzostwo kraju. Zdarzało się, iż na boisku pojawiał się wraz z dwoma braćmi. W 2011 roku został wybrany do drużyny Pampas XV, która triumfowała w południowoafrykańskich rozgrywkach Vodacom Cup 2011, zaś Imhoff wraz z JJ Engelbrechtem zwyciężyli natomiast z dziesięcioma w klasyfikacji przyłożeń. W październiku tego samego roku wyjechał do Francji do klubu Racing Métro 92 początkowo jako zastępca kontuzjowanych Benjamina Falla i Mirco Bergamasco, kontrakt był jednak następnie przedłużany.
Z uwagi na słabe warunki fizyczne nie otrzymywał powołań do reprezentacji juniorskich. Z reprezentacją rugby siedmioosobowego wziął udział w trzech turniejach: World Games 2009, Dubai Sevens 2009 wchodzącym w skład IRB Sevens World Series sezonu 2009/2010 i w zwycięskim CONSUR Sevens 2010.
W barwach Pumas zadebiutował w maju 2009 roku w Mistrzostwach Ameryki Południowej 2009 i w debiucie zdobył cztery przyłożenia. Z kadrą A – Argentina Jaguars – wziął następnie udział w Americas Rugby Championship w zwycięskich edycjach 2009 i 2010 oraz w IRB Nations Cup 2010. Po doskonałym sezonie ligowym znalazł się w trzydziestoosobowym składzie na Puchar Świata w Rugby 2011, gdzie zagrał w czterech meczach. W kolejnych latach stał się stałym punktem reprezentacji na The Rugby Championship oraz listopadowe mecze w Europie. Brał też udział w innych meczach kadry.